# May Blood, Baroness Blood

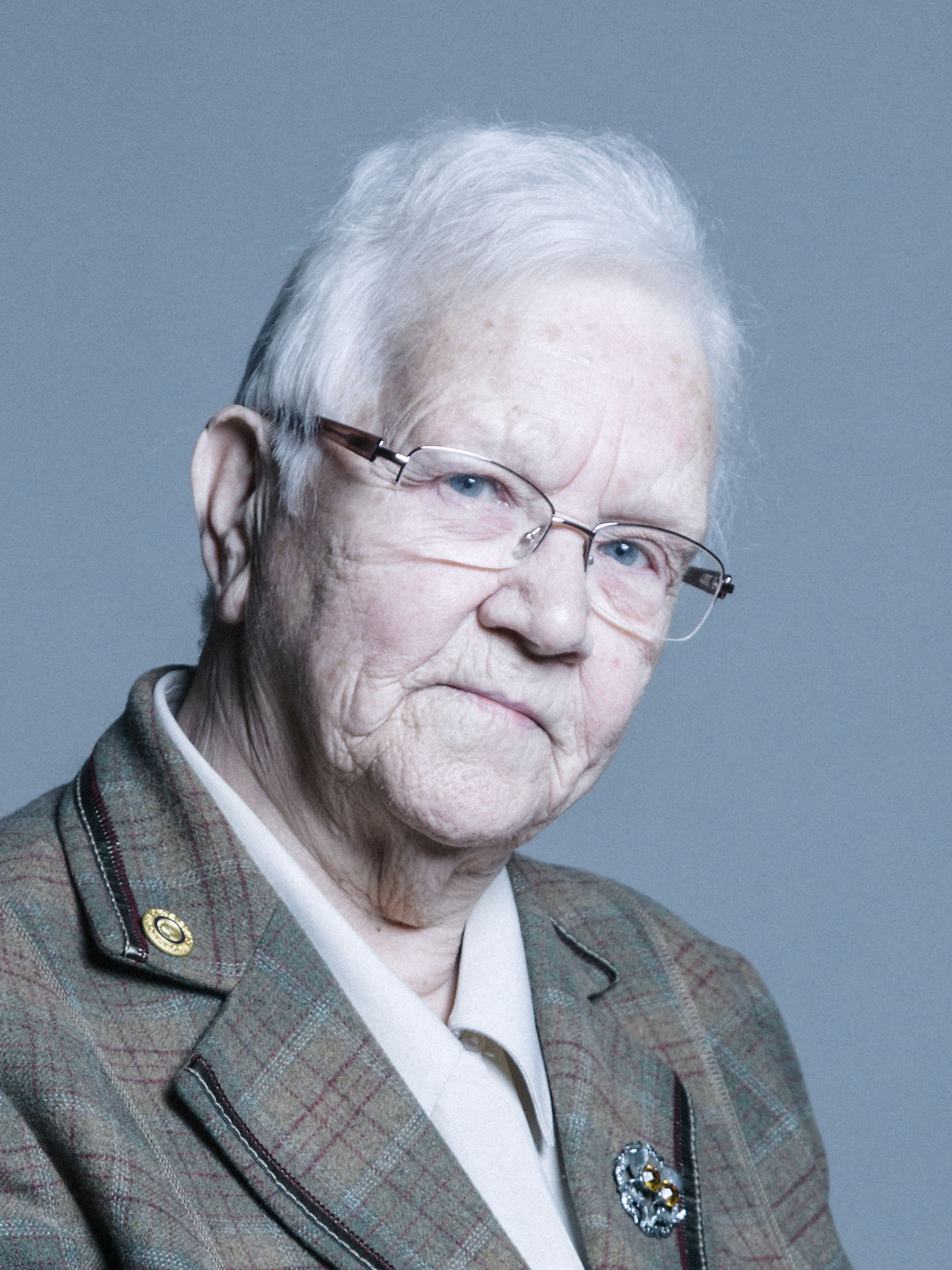
May Blood, Baroness Blood

May Blood, Baroness Blood MBE (* 26. Mai 1938 in Belfast; † 21. Oktober 2022) war eine britische Gewerkschafterin und Politikerin der Labour Party.

## Leben und Karriere
May Blood, Tochter von William Blood und Mary McKeen, besuchte die Donegall Road Primary School und die Linfield Secondary School.
Von 1952 bis 1990 arbeitete sie in der Leinenweberei Mill Company Ltd, wo sie bald ein aktives Mitglied der Gewerkschaft und Vertrauensfrau wurde. Sie war an der Gründung des Frauenausschusses in der Gewerkschaft beteiligt und setzte sich für die Gleichberechtigung der Frauen am Arbeitsplatz ein. Später arbeitete sie als Managerin von Cairn Martin Wood Products von 1991 bis 1994. Ab 1994 war sie ein Information Officer der Greater Shankill Partnership Co. Ltd. und ein Gründungsmitglied der Northern Ireland Women's Coalition.
Blood wurde 1999 als erste Frau aus Nordirland zum Life Peer als Baroness Blood, of Blackwatertown in the County of Armagh, ernannt. Mit einer Ehrendoktorwürde wurde sie 1998 von der University of Ulster, 2000 von der Queen’s University of Belfast und 2001 von der Open University geehrt.
2007 veröffentlichte sie ihre Autobiografie Watch my Lips, I'm Speaking.